# Drymonia aciculata
Drymonia aciculata är en tvåhjärtbladig växtart som beskrevs av Wiehler. Drymonia aciculata ingår i släktet Drymonia och familjen Gesneriaceae. Inga underarter finns listade i Catalogue of Life.